# Контракт на разницу цен
Контракт на разницу цен (англ. contract for difference, CFD) — это договор между двумя сторонами — продавцом и покупателем о передаче разницы между текущей стоимостью актива на момент заключения договора (открытия позиции) и его значением в конце действия договора (закрытия позиции). Хотя по форме контракт на разницу очень похож на контракт с поставкой товара, но продавец не обязан владеть реальным активом, а покупатель не получает прав требовать поставку.
Если между первой и второй сделкой цена актива увеличилась, то покупатель получит от продавца разницу в цене.
Если цена снизилась — продавец получит разницу в цене от покупателя.
Обычно срок действия такого договора не устанавливается и он может прекращаться по заявлению только одной стороны, которой предоставлено такое право.
По сути CFD являются производным финансовым инструментом на базовый актив, который позволяет получать доход как на повышении, так и на понижении цены базового товара или ценной бумаги.
Например, применительно к акциям CFD является производным от договора покупки акций, что позволяет спекулировать на движении цен акций без необходимости оформления прав собственности на эти акции.
CFD были созданы для того, чтобы удовлетворить запросы биржевых спекулянтов с малым капиталом, так как для их покупки/продажи необходимо депонировать лишь часть средств от стоимости базового актива (см. маржинальная торговля).
Таким образом контракты на разницу позволяют значительно расширить сферу деятельности частных лиц.
Рынок CFD сформировался в начале 1990-х годов в Англии и изначально предполагал операции по заключению контрактов на покупку и продажу пакетов акций, но без права собственности на эти акции для избежания уплаты гербового сбора.
На данный момент контракты на разницу также сформированы на покупку и продажу базовых товарных и финансовых инструментов, а также их производных.